# Schillerdenkmal (Ludwigsburg)

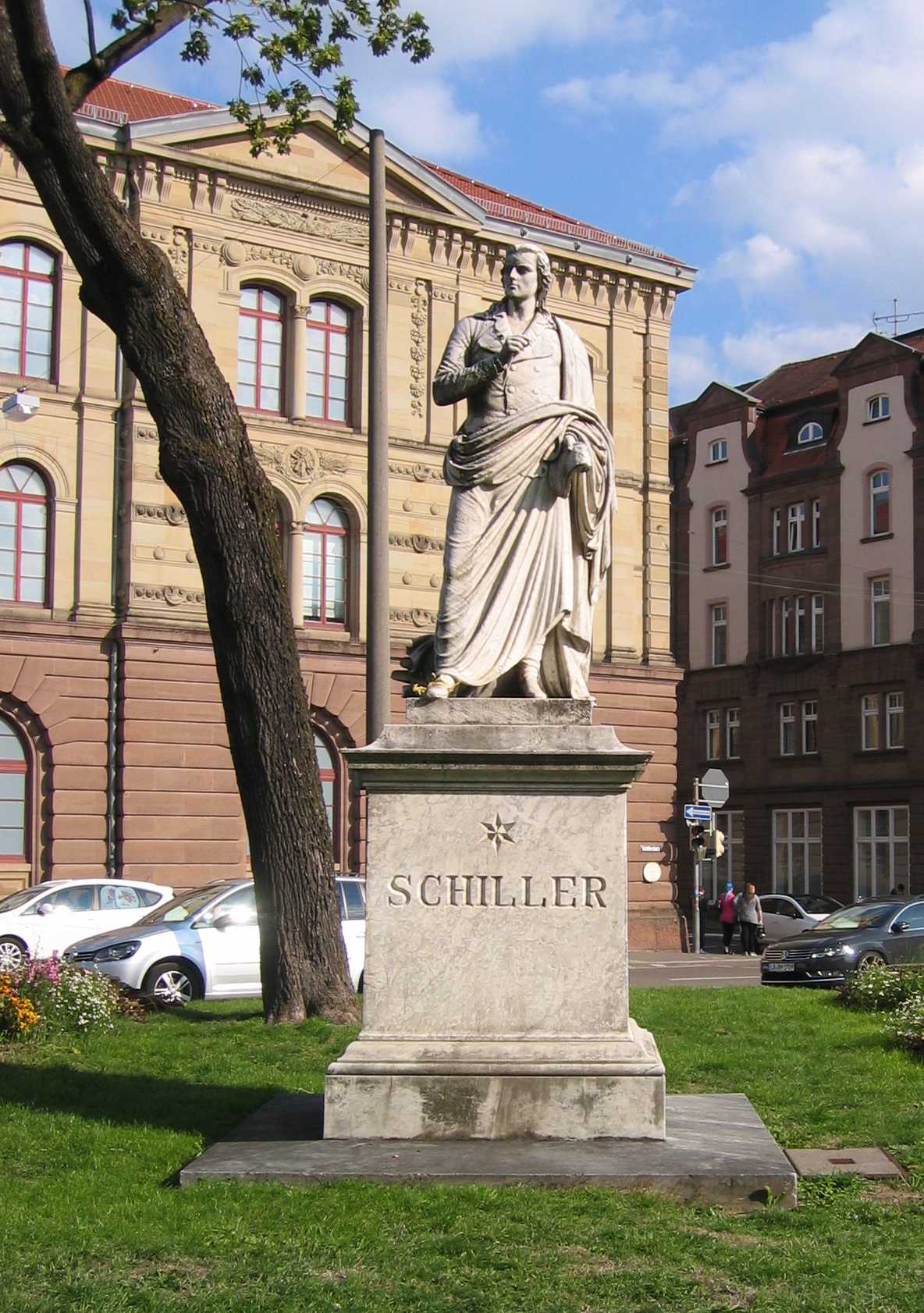
Schillerdenkmal Ludwigsburg, 2015.

Das Schillerdenkmal in Ludwigsburg bei Stuttgart ist ein Werk des Ludwigsburger Bildhauers Ludwig von Hofer. Er schuf das Marmorstandbild 1880 in Carrara und schenkte es seiner Heimatstadt, die es 1882 im Mittelpunkt des dreieckigen Schillerplatzes in Ludwigsburg aufstellen ließ.
Das Denkmal wurde zu Ehren des in der Nachbarstadt Marbach am Neckar geborenen Friedrich Schiller errichtet, der in Ludwigsburg sechs Jahre seiner Kindheit verbrachte, hier die Lateinschule besuchte und 1794/1795 für ein paar Monate nach Ludwigsburg zurückkam.

## Aufbau
Das Postament des Denkmals ist ebenso hoch wie die Schillerfigur, so dass der Betrachter zu Schiller hinaufschauen muss. Die Schillerfigur von Bertel Thorvaldsens Schillerdenkmal von 1838, das sich auf dem Schillerplatz in Stuttgart befindet, ist dem Blick des Betrachters noch weiter entrückt. Das Postament, das auch hier so hoch wie die Figur ist, aber noch viel wuchtiger, ruht zusätzlich auf einer ausladenden fünfstufigen Treppenanlage von zehn Metern Seitenlänge.
Das Postament besteht aus einer breiten Bodenplatte, auf der ein Sockelquader und die Basisplatte (Plinthe) ruhen. Diese trägt an der Rückseite die Inschrift: „von Ludwig Hofer in Carrara 1882 fec.“ Der Sockel der Statue trägt an der Vorderseite einen sechsstrahligen Stern,  darunter der Namen SCHILLER, und an der Rückseite die Inschrift:
„Entworfen aus Verehrung für den großen Dichter und zu Carrara in Marmor ausgeführt in seinem 81ten Lebensjahre, schenkt Ludwig Hofer dieses Denkmal seiner Vaterstadt Ludwigsburg zugleich in dankbarem Andenken an seine Eltern J. J. Hofer aus Pleidelsheim [und] Regina Hofer aus Marbach. Ludwigsburg den 7ten September 1882.“

## Standbild
Das Standbild zeigt den jungen Dichter in Frontalansicht als mannhafte imposante Erscheinung mit kraftvoller Gestalt und breiten Schultern. Die Körperhaltung und der in die Ferne gerichtete Blick verleihen dem Dichter des Sturm und Drang eine dynamische Anmutung. 

### Kopf
Das hochaufragende, lebensgroße Standbild zeigt einen idealisierten Schiller, der kühn mit freiem Blick ins Weite schaut. Hofer vermied damit die teilweise hämische Kritik, die Thorwaldsens Schillerkopf getroffen hatte. Der Unmut der Kritiker war „besonders durch die Körperhaltung des Dichters mit dem gesenkten Kopf und den in Gedanken versunkenen Gesichtsausdruck erregt“ worden. Die Kunsthistorikerin Patricia Peschel schreibt in ihrer Hofer-Monographie: „Es scheint, als hätte der Dichter gerade eine Inspiration für sein Werk erfahren: Sein Blick ist offen und gleitet in die Ferne.“

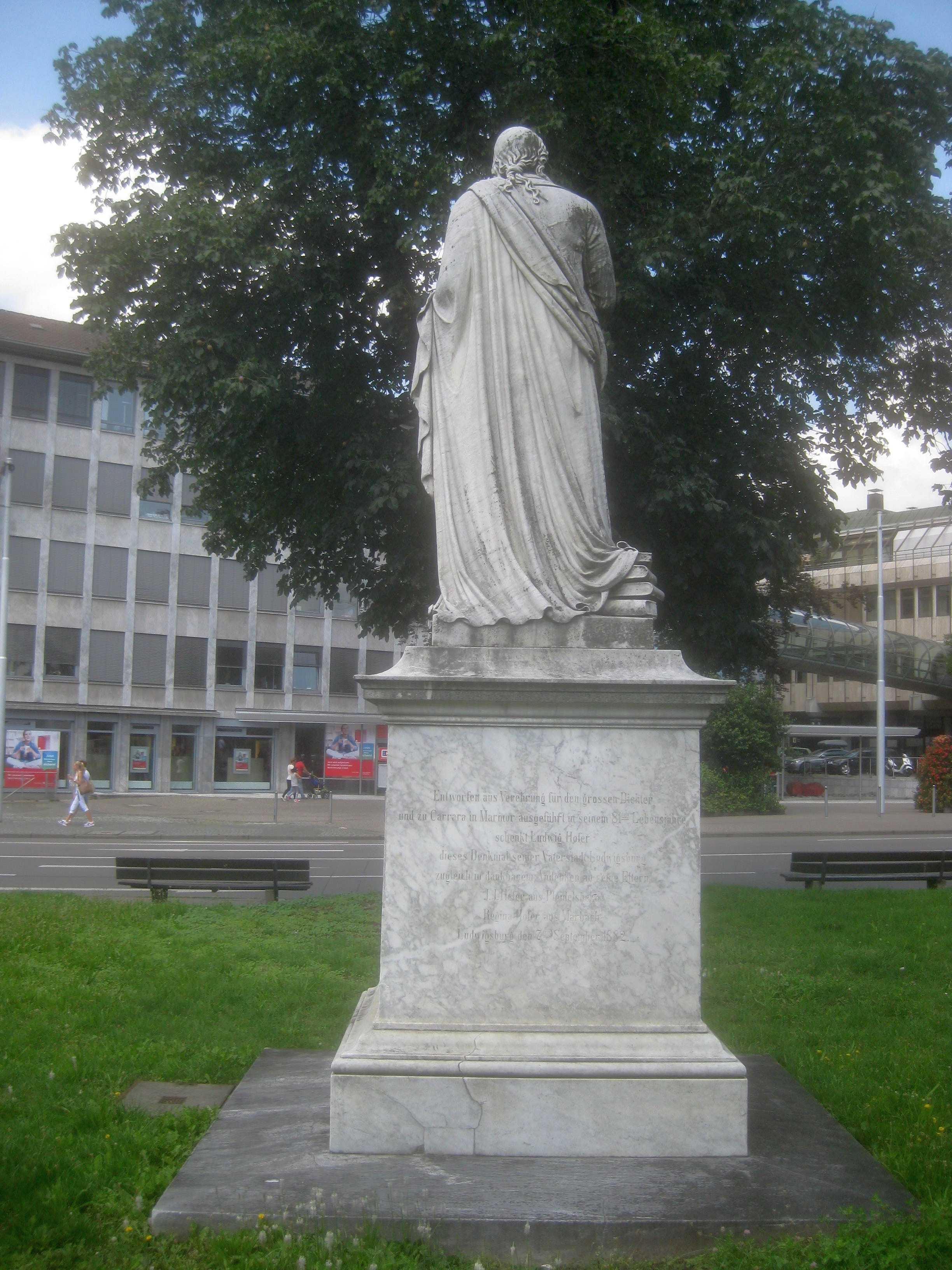
Rückseite des Schillerstandbilds, 2014.

Als Vorbild für die Gesichtszüge und den Kopf diente eine Schillerbüste des Stuttgarter Bildhauers Johann Heinrich Dannecker, die zwischen 1796 und 1806 entstanden war. Das volle Gesicht mit der scharf gebogenen, schmalen Nase, der Denkerfalte an der Nasenwurzel und der energischen Kinn- und Mundpartie sowie der lange nackte Hals unterstreichen den Eindruck von entschlossener Kraft und die Verinnerlichung eines Denkers. Das Haupt wird umrahmt von einem herabwallenden, schulterlangen Lockenschopf („Schillerlocken“), den ein Lorbeerkranz bekrönt, in der Antike das Zeichen des im Dichterwettstreit gekrönten Dichters („poeta laureatus“).

### Körper
Die kraftvolle, breitschultrige Statur des Dichters ist in eine halb antikisierende, halb modische Bekleidung gehüllt. Unter einem toga-ähnlichen Umhang, der an die Dichter und Philosophen der Antike erinnern soll, trägt Schiller eine zeitgemäße Kleidung aus offenem Rüschenhemd, Jacke und Stiefeln. 
Über den ausgestreckten linken Arm rafft er den über die linke Schulter fallenden Umhang zusammen. Dieser lässt den Oberkörper mit der Jacke frei, während fast der gesamte Unterkörper von dem voluminösen, faltenreichen Gewand verdeckt wird. Das rechte Bein setzt Schiller in Schreitstellung vor, so dass sich der Fuß über den Rand der Plinthe schiebt. Die enganliegende Jacke und das rechte Bein, das sich deutlich unter der Toga abzeichnet, lassen einen wohl geformten, muskulösen Körper vermuten. 
In den Händen hält Schiller die Insignien des Dichters: in der rechten Hand eine Schreibfeder und in der linken Hand eine Schriftrolle. Hinter dem rechten Fuß des Dichters fällt das bodenlange Gewand auf einen Stapel von vier Büchern, darunter Schillers Werke „Die Räuber“, „Kabale und Liebe“ und „Fiesco“.

## Geschichte
Der Stuttgarter Bibliothekar August Wintterlin widmete in seinem Buch „Württembergische Künstler in Lebensbildern“ Ludwig Hofer ein Kapitel, in dem er auf dessen Schillerstandbild eingeht. Nach Wintterlin hatte Hofer schon 1850 die Skizze eines Schillerstandbildes entworfen und der Stadt Marbach angeboten, die Statue im Andenken an seine aus Marbach  stammende Mutter zu einem sehr billigen Preise für die Schillerhöhe in Marmor herzustellen. Hofers Angebot wurde aus unbekannten Gründen abgelehnt. Hofer habe aber trotzdem ein lebensgroßes Modell geschaffen, das er 1859 (?) im Stuttgarter Schlossgarten öffentlich ausstellte. Es fand jedoch geteilten Beifall und keinen Besteller. 
Als sich Hofer 1880 in Carrara aufhielt, schuf er sein Modell des Schillerstandbilds in Marmor um. 1882 machte er die Statue seiner Vaterstadt Ludwigsburg zum Geschenk, wo sie auf dem heutigen Schillerplatz aufgestellt wurde. Wintterlin urteilte 1895 über Hofers Schillerstatue:
„Schiller ist mit Benützung der Danneckerschen Büste für den Kopf als junger Mann dargestellt, der eben eine dichterische Inspiration empfängt und niederschreibt. Diese Auffassung hat in der Bewegung des Oberleibs, der Haltung der Hand und dem Mienenspiel des Gesichts einen sehr lebhaften und treffenden Ausdruck gefunden.“